# كيفن بي تشيلتون
كيفن بي تشيلتون (بالإنجليزية: Kevin P. Chilton)‏ هو رائد فضاء وضابط أمريكي، ولد في 3 نوفمبر 1954 في لوس أنجلوس في الولايات المتحدة.